# Laura Mononen
Laura Mononen nata Ahervo (Lohja, 5 ottobre 1984) è una fondista finlandese.

## Biografia
La Mononen ha debuttato in campo internazionale in occasione dei Mondiali juniores di Stryn 2004; in Coppa del Mondo ha esordito l'8 marzo 2009 a Lahti (56ª) e ha ottenuto il primo podio il 6 dicembre 2015 a Lillehammer, classificandosi 2ª nella staffetta 4x5 km. In carriera ha preso parte alle rassegne iridate di Falun 2015, classificandosi 34ª nella 10 km a tecnica libera, e di Lahti 2017, vincendo la medaglia di bronzo nella staffetta e piazzandosi 14ª nella 10 km, 18ª nella 30 km e 12ª nello skiathlon. Ai XXIII Giochi olimpici invernali di Pyeongchang 2018, suo esordio olimpico, si è classificata 23ª nella 10 km e 19ª nello skiathlon; nella stagione successiva ai Mondiali di Seefeld in Tirol è stata 14ª nella 10 km, 18ª nella 30 km, 54ª nella sprint, 12ª nello skiathlon e 6ª nella staffetta, mentre a quelli di Oberstdorf 2021 si è classificata 24ª nella 10 km, 16ª nella 30 km e 20ª nello skiathlon.

## Palmarès

### Mondiali
- 1 medaglia:
  - 1 bronzo (staffetta a Lahti 2017)

### Coppa del Mondo
- Miglior piazzamento in classifica generale: 10ª nel 2017
- 5 podi (tutti a squadre)
  - 3 secondi posti
  - 2 terzi posti